# Le Temps de vivre... Le Temps d'aimer
Le Temps de vivre... Le Temps d'aimer est une série télévisée française en 40 épisodes de 13 minutes, réalisée par Louis Grospierre, et diffusée en 1973 sur la deuxième chaîne couleur.

## Synopsis
Mathilde est cadre dans une entreprise de textile. La société est rachetée et un plan de restructuration des effectifs, cadres compris, est en préparation par les nouveaux propriétaires. Pour cette mère de trois enfants, mariée à un professeur d'université, l'avenir devient incertain à l'aube de ses 40 ans.

## Distribution
- Pascale Roberts : Mathilde Moser
- Jean-Claude Pascal : Jean Moser
- Caroline Cartier : Isabelle Moser
- Françoise Dorner : Catherine Moser
- Patrick Jeantet : François Moser
- Renée Faure : la mère de Mathilde
- Jacqueline Tindel : la cousine de Mathilde
- Georges Wod : Jérôme Moser
- Pierre Doris : Marchand
- Perrette Pradier : Sylvie Carel
- Nicole Pescheux : Gisèle
- Anne Lonnberg : Carole
- Alain Chevallier : Guimet
- Henri Guisol : Wilson
- Robert Lombard : Lorget
- Marcel Vidal : Fourassié
- Alain Quercy : Rabut
- Armen Godel : De Santi
- Claude Valérie : Mme Coudray
- Francine : la secrétaire
- Germaine Épierre : la femme de ménage
- Jane Friedrich : la femme de ménage
- Marguerite Cavadasky : Mme Duval
- Mista Préchac : Mme Martin
- Rolande Tissier : la religieuse
- Violette Fleury : Eugénie
- André Gely : un médecin
- Claude Mariau : un médecin
- Jean-René Glayre : un médecin
- Bernard Junod : l'assureur
- Daniel Fillion : l'inspecteur de police
- René Habib : le commissaire de police
- Dennis Michel : Choltitz
- Jo Johnny : Lutz
- Mathieu Chardet : Durand
- Paul Pasquier : Coudray
- Paul-Henri Wild : le notaire
- Raymond Barrat : le belge
- René Marc : le chasseur
- Robert Guillon : le gardien
- Sacha Solnia : Jacques Vincent
- Alexandre Fédo : Clodion
- Dominique Catton : Générier
- Pierre Rüegg : Caron

## Anecdotes
La chanson du générique Le Temps de vivre... Le Temps d'aimer est interprétée par Jean-Claude Pascal.